# Kjartan Fløgstad
Kjartan Fløgstad (parfois orthographié en français Kjartan Flogstad) est un poète, romancier, traducteur et essayiste norvégien né le 7 juin 1944 à Sauda (Norvège).
Marié à la médecin généraliste Anne Katrine Nore, il est le père de deux enfants, le professeur de linguistique Guro Fløgstad et l’écrivain Aslak Nore.
Il écrit en néonorvégien.
Il a également publié deux romans policiers sous le pseudonyme de K. Villum.

## Biographie
Kjartan Fløgstad nait pendant l'occupation allemande à Sauda. La ville à cette époque est dominée par une énorme fonderie. Son père travaillait à l'usine dont les ouvriers, plus tard, deviendront les prototypes du roman Grand Manila.
Fløgstad s'engage sur un cargo partant pour l'Amérique du Sud, puis, travaille un certain temps à l'usine d'Union Carbide. Avec sa femme, il passe sept ans au nord du cercle polaire. Cette période lui inspire Pyramiden, l'essai sur une ville soviétique située au pôle Nord.
Traducteur de Cortázar et de Neruda en norvégien, il dit être influencé par Cortázar, T. S. Eliot et Ezra Pound.